# Heinrich Konietzny

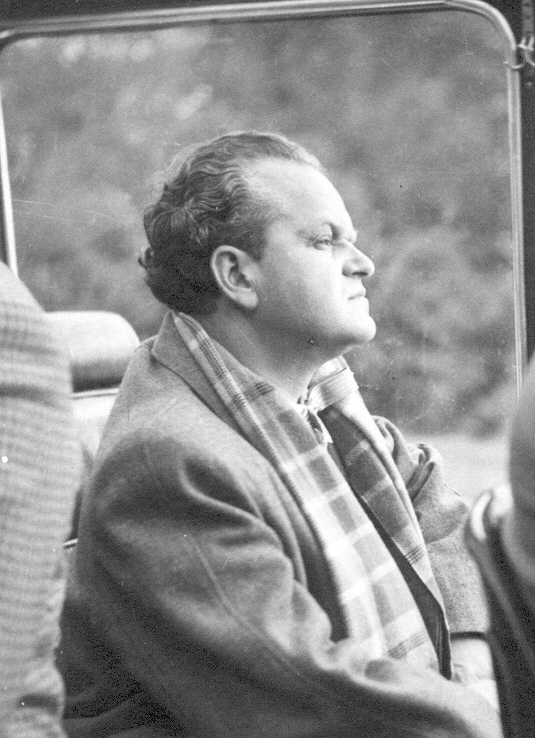
Heinrich Josef Konietzny, 1954

Heinrich Josef Konietzny (auch Heinz; * 7. Mai 1910 in Gleiwitz, Kreis Tost-Gleiwitz, Provinz Schlesien; † 23. April 1983 in Saarbrücken-Dudweiler) war ein deutscher Musiker, Hochschullehrer und Komponist.

## Leben
Heinrich Konietzny wurde als Sohn eines schlesisch-preußischen Offiziers und sozialistischen Bürgermeisters geboren. Erste frühkindliche musikalische Erfahrungen sammelte er auf der Mandoline, im Singen und mit Perkussionsinstrumenten. Mit neun Jahren kam er als Schüler in das Konvikt von Bad Ziegenhals, wo er als Sängerknabe mitwirkte und auch seinen ersten systematischen musiktheoretischen Unterricht erhielt. Ab dem achten Lebensjahr erhielt Konietzny Geigenunterricht. In Berlin studierte er bei Paul Hindemith das Fach Komposition. 1936 wurde er Fagottist im Orchester des Reichssenders Saarbrücken. 1947 berief ihn das Konservatorium Saarbrücken (heute Hochschule für Musik Saar) als Dozent der Meisterklasse für Komposition, Instrumentation und Kammermusik. Er schrieb sechs Sinfonien und zahlreiche Hörspiel-, Fernseh- und Filmmusiken sowie Kompositionen für Zupfinstrumente, bei denen er neue Klang- und Ausdrucksmöglichkeiten entwickelte. Die Filmdokumentation „Neue Musik - Heinrich Konietzny“ (Saarländischer Rundfunk), die unter der Regie von Manfred Heikaus Ende der 1960er Jahre entstand, gibt einen Einblick in das Schaffen des Komponisten.

## Musiker
Ersten Violinunterricht erhielt Konietzny im Jahr 1918. Als Siebzehnjähriger wurde er Konzertmeister im Kurorchester von Bad Kudowa. 1929 wurde Konietzny Konzertmeister des Schlesischen Philharmonischen Orchesters. Eine Fraktur der linken Hand nach einem Unfall beendete im Jahr 1930 seine Karriere als Geiger. Im Mai 1931 begann er auf Anraten von Hindemith sein Fagottstudium. In den Jahren 1933 bis 1936 hatte Konietzny mehrere Orchesterstellen als Fagottist. Von 1936 bis 1939 war er Solofagottist beim damaligen Reichssender Saarbrücken. Von 1939 bis 1945 musste er Kriegsdienst leisten. 1946 wurde Konietzny Erster Fagottist im Sinfonieorchester des Saarländischen Rundfunks. Diese Stelle behielt er bis 1964.
Zeitgleich zu seiner Orchesterstelle leitete er ein Holzbläserensemble des Sinfonieorchesters.

## Komponist
Konietzny studierte ab 1931 Komposition bei Paul Hindemith an der staatlichen Musikhochschule Berlin. 1934 lernte er Hugo Distler kennen, der seinen Kompositionsstil stark beeinflusste. Auch das Werk Alban Bergs hat Konietznys Schaffen stark geprägt. Von 1949 bis 1975 war Heinrich Konietzny Hauskomponist und Lektor des Saarländischen Rundfunks.
Sein Œuvre ist sehr umfangreich (geschätzte 500 bis 600 Werke), weit differenziert und wurde teilweise international aufgeführt:
sechs Sinfonien, eine Schlagzeugsinfonie, mehrere Streichquartette, 25 Instrumentalkonzerte, Kammermusik für eine Vielzahl unterschiedlicher Besetzungen, Ballette, über 300 Film- und Hörspielmusiken, sowie über 200 Lieder und Kantaten. Für mehrere Lieder verfasste Konietzny auch die Texte.
Daneben zahlreiche Kompositionen für das Amateurmusizieren: Werke für Akkordeon, Bläser und rund 40 Kompositionen für Zupfinstrumente.
Ein vollständiges Werkverzeichnis existiert bislang nicht. Konietzny versah seine Kompositionen grundsätzlich nicht mit Opuszahlen. Viele Autographe sind verschollen. Daher sind nur grobe Schätzungen über den Gesamtumfang seines Werkes möglich. 42 Konietzny-Autographe lagern neben anderen Teilen seines Nachlasses im Landesarchiv Saarbrücken.
Werke von Konietzny erschienen unter anderem bei den folgenden Verlagen:
Bärenreiter, Boosy&Hawkes, Edition Modern, Gering, Junne, Köbl, Piwa&Wolf, Sandvoss, Simrock, Schott, Trekel, Vogt&Fritz, Wunn, Zimmermann.
Dirigenten der Uraufführungen Konietznyscher Werke waren
- Rudolf Michl
- Philipp Wüst
- Paul Angerer
- Bruno Maderna
- Herbert Schmolzi
- Wolfgang Sawallisch
- Siegfried Köhler
- Antonio Janigro
- Siegfried Behrend
- Marcel Wengler

Widmungsträger oder Interpreten der Werke von Konietzny sind
- Maurice Gendron
- Siegfried Palm
- Max Strub
- Siegfried Fink
- Robert Leonardy
- Hans und Kurt Schmitt
- Norio Oshima
- Takashi Ochi
- Wilhelm Werner

## Hochschullehrer
1947 wurde Konietzny Dozent der Meisterklasse für Komposition, Instrumentation und Kammermusik (Holzblasinstrumente) am damaligen Saarbrücker Konservatorium (heute Hochschule für Musik Saar). Seine Ernennung zum Professor erfolgte im Jahr 1963.
Ehemalige Absolventen der Kompositionsklasse von Konietzny sind unter anderem:
- Manfred Kelkel
- Clemens Kremer
- Gerd Boder
- Heinz Martin Lonquich
- Heinz Heckmann
- Peter Hoch
- Marcel Wengler

## Auszeichnungen und Preise
- 1952: Internationaler Kompositionspreis Radio Luxemburg für das Konzert für Streicher und Pauken
- 1959: Kunstpreis des Saarlandes
- 1962: Rom-Preis der Bundesregierung (Villa Massimo)
- 1970: Ehrenmitgliedschaft im Bund für Zupf- und Volksmusik Saar
- 1972: Ehrenmitgliedschaft im Bund deutscher Zupfmusiker
- 1975: Saarländischer Verdienstorden[3]
- 1975: Johann-Wenzel-Stamitz-Preis, Stuttgart

## Werke
- Heinrich Konietzny: 13 Lieder für eine Singstimme und Klavierbegleitung. Vorwort von Joseph Müller-Blattau. Schneider, St. Ingert 1954.
- Heinrich Konietzny: Die Toten von Parga. Dramatische Kantate. Libretto: Karl Christian Müller. Meister, Heidelberg 1963.
- Heinrich Konietzny: Triade für Xylophon, Vibraphon, Marimbaphon und drei Becken. Partitur (zugleich Spielpartitur). Schott, Mainz 1973
- Heinrich Konietzny: Tonträger CD + Beiheft. Fono-Schallplatten-Gesellschaft, Laer 1994. Aufnahme: Saarländischer Rundfunk aus den Jahren 1962–1994. Interpretation: Saarländisches Zupforchester
- Heinrich Konietzny: Concerto für Sprechstimme, Viola, Gitarre, Orgel, Schlagwerk und Streicher. Schallplatte. Interpreten: Männerchor 1902 Dillingen Saar, Rundfunk-Sinfonieorchester Saarbrücken. TELDEC Telefunken-Decca, Hamburg 1965. Hrsg. von der Vereinigung der Freunde zeitgenössischer Musik (Saarbrücken) in Zusammenarbeit mit dem Saarländischen Rundfunk. Enthält außerdem Clemens Kremer: Battaglia per sette cori und Paul Arma: 7 Transparences für zwei Klaviere.